# ゴドス軍
ゴドス軍（ゴドスぐん、ペルシア語：سپاه قدس、ラテン文字：sepāh-e qods、またはنیروی قدس〈Nīrū-ye Qods〉、سپاه قدس〈Sepāh-e Qods〉）は、イスラム革命防衛隊の特殊部隊で、不正規戦争やミリタリー・インテリジェンスに従事する。

## 呼称・読み方
英語圏などイラン国外の英文報道では、Jerusalem Force、Jerusalem  Corps、Qods、Ghods、al-Qudsなどと表記される。日本語ではゴッツ部隊、コッズ部隊、クッズ部隊、クドス部隊とも表記される。
ゴドスとは、エルサレムを意味するアラビア語アル＝クドゥス（القُدس、al-Quds）から定冠詞のアル（الـ、al-）を取ってペルシア語読みしたものである。

## 概要
1988年、アフマド・ヴァヒーディーを初代司令官としてゴドス軍が発足。
国外での作戦を担当しており、レバノンのヒズボラやイエメンのフーシ、イラク・シリア・アフガニスタンのシーア派民兵組織や、パレスチナのハマースやイスラーム聖戦機構などの暴力的な非国家主体を軍事的に支援している。
カナダ、サウジアラビア、バーレーン、アメリカ合衆国からゴドス軍はテロリスト組織とみなされている。米軍のスタンリー・マクリスタル大将は、ゴドス軍はアメリカにおけるCIAや統合特殊作戦コマンドに類似した組織と評している。
所属人員は10,000–20,000と推定されている。
イランの最高指導者アリー・ハーメネイーに直属する組織である。
バクダード国際空港攻撃事件で爆殺されるまでガーセム・ソレイマーニーが最高司令官であった。後任としてエスマーイール・ガーアーニーが司令官に就任した。

## 組織

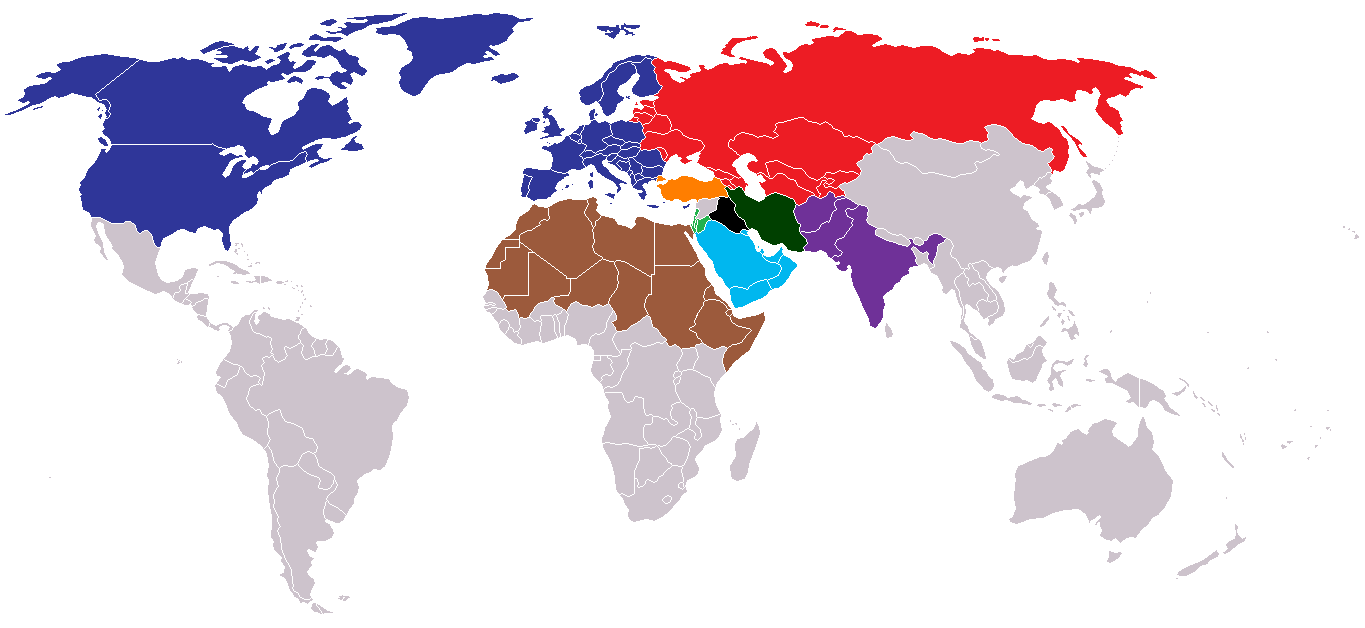
ゴドス軍の部隊

このゴドス軍は「 数十カ国で活動している」とされている。元米陸軍情報将校のデイビッド・ディオニシによれば、ゴドス軍 (コッズ部隊) は地理的位置に基づいて 8 つの異なる部門に組織されているという。
- 西側諸国（トルコを除く、旧東側諸国を含む）
- ソ連崩壊後の国 (アルメニア、アゼルバイジャン、ベラルーシ、エストニア、ジョージア、カザフスタン、キルギス、ラトビア、リトアニア、モルドバ、ロシア、タジキスタン、トルクメニスタン、ウクライナ、ウズベキスタン)
- イラク
- アフガニスタン、パキスタン、インド
- イスラエル、レバノン、ヨルダン
- トルコ
- 北アフリカ
- アラビア半島

ジャーナリストのデクスター・フィルキンスによると、部隊の構成員は「戦闘員と外国資産を訓練・監督する者」に分かれており、部隊は「諜報活動、財務、外国語、政治、破壊活動、特殊作戦」に焦点を当てた部門に分かれているという。兵士は、そのスキルと「イスラム革命の教義への忠誠」の両方を考慮して選ばれる。
さらに、ディオニシは著書『アメリカン・ヒロシマ』の中で、イラクでの活動をより良く監督するために、2004年にゴドス軍のイラク作戦本部がイラン・イラク国境に移転されたと主張している。ゴドス軍 (コッズ部隊)は、 1979年に制圧された米国大使館の旧敷地内にも基地を運営している。
フィルキンスとアメリカのスタンリー・A・マクリスタル元統合特殊作戦コマンド司令官によれば、装甲を貫通する溶融銅の塊を発射する「爆発的に形成された発射体」をイラクに「氾濫させ」たのはゴドス軍であり、アメリカ軍の戦闘の「ほぼ20％」を占めたという。イラクでの死亡者（つまり数百人の兵士）。2006年7月に『アメリカのヒロシマ：その理由とアメリカの民主主義を強化する呼びかけ』 が出版されてから数年後の2007年9月にデビッド・ペトレイアス将軍はゴドス軍がイラクを撤退したと議会に報告した。ペトレイアス氏は、「コッズ部隊そのもの、そしてその活動を増強するために利用されていたレバノンのヒズボラ訓練兵と同様に、それらの個人は概して国外に引き上げられたと我々は信じている」と述べた。
2008年7月7日にジャーナリストのシーモア・ハーシュはニューヨーカー紙に記事を書き、ブッシュ大統領が中央情報局(CIA)と統合特殊作戦コマンドにイラクとアフガニスタンからイランへの国境を越えた準軍事作戦の実施を許可する大統領所見に署名したことを明らかにした。これらの作戦はゴドス軍 (コッズ部隊)と「高価値目標」に対するものとなる。「調査結果は、イランの核開発の野望を弱体化させ、政権交代を通じて政府を弱体化させようとすることに焦点が当てられていた」と、その内容に詳しい関係者は述べ、「反政府勢力との協力」も含まれていたと述べた。

### 規模
ゴドス軍(コッズ部隊)の規模は機密扱いであり不明である。2007年にテロ研究センターのマハン・アベディンは、ゴドス軍(コッズ部隊)の人数は2,000人以下で、中核工作員は800人であると述べた。その年の後半に数人のアメリカ人学者にインタビューしたスコット・シェーンは、その推定数は3,000人から50,000人の範囲であると述べている。2013年にデクスター・フィルキンスは、ゴドス軍(コッズ部隊)には1万人から2万人の隊員がおり、「戦闘員と外国資産を訓練し監督する隊員に分かれている」と述べた。国際戦略研究所（IISS）発行の『ザ・ミリタリー・バランス』2020年版では、部隊の兵力は約5,000人と推定されている。
2020年に王立ユナイテッドサービス研究所のジャック・ワトリングは、ゴドス軍 (コッズ部隊) は地域ごとに分かれた約1万7000人から2万1000人の隊員からなる「師団戦力軍事編制」を持っていると推定した。

### 予算
ゴドス軍 (コッズ部隊) が支配する企業は、中国石油総公司の子会社である崑崙銀行との銀行関係を維持しているとされている。
ゴドス軍 (コッズ部隊) の予算は2024年2月のハッキングで7兆7,000億ドルと漏洩された。

### 外部分析
ゴドス軍 (コッズ部隊) はイラン最高指導者に直属しているが、どのように独立して活動するかについては議論がある。
イギリスの首都ロンドンに本拠地を置くテロリズム研究センターの研究責任者（イスラム主義ダイジェストの編集者でもある）のマハン・アベディン氏は、この部隊は独立していないと考えている：「コッズ部隊は高度に専門化された部門ではあるが、厳格な鉄則の対象となっている」それは革命防衛隊の軍事階層によって完全に管理されており、イスラム革命防衛隊はイラン政府の最高レベルによって非常に厳しく管理されている。」と述べた。
ロサンゼルス・タイムズの報道によると[36] 、アベディンの見解では「非常に有能な部隊だ。彼らの人材は非常に才能があり、イスラム革命防衛隊の中で最も優秀な人材である傾向がある」という。

## 活動内容
ゴドス軍 (コッズ部隊) は中東各地で外国のイスラム革命グループを訓練し、装備を整えている。ゴドス軍 (コッズ部隊) による民兵指導は通常、イランまたはスーダンで行われる。外国人新兵は訓練を受けるために母国からイランに輸送される。ゴドス軍 (コッズ部隊) は、攻撃前の計画やその他の作戦特有の軍事アドバイスなど、訓練対象部隊の軍事作戦においてより直接的な役割を果たすことがある。

### アフガニスタン
1979年以来、イランはアフガニスタンのムハンマド・ナジブラ政権に対抗するシーア派のヒズベ・ワフダート軍を支援してきた。ナジブラが1992年に大統領を辞任したとき、イランは他のアフガニスタン民兵組織に対してヒズベ・ワフダートを支援し続けた。1996年にタリバンがアフガニスタンを占領したとき、ヒズベ・ワフダートは創設者であり主要指導者であったアブドゥル・アリ・マザリを失っていたため、このグループはアフマド・シャー・マスードの北部同盟に加わった。イランはパキスタンとアラブ世界の支援を受けたタリバンに対抗する北部同盟を支援し始めた。1999年に数人のイラン外交官がアフガニスタンの都市マザリ・シャリフでタリバンによって殺害された後、イランはタリバンとの戦争に突入しようとしていた。伝えられるところによれば、ゴドス軍 (コッズ部隊) はヘラートの戦いでアメリカおよび北部同盟とともに戦った。しかし、近年イランは、NATOが支援するカルザイ政権に対抗する反政府勢力であるタリバンを支援し、訓練したとして非難されている。強力な爆発装置を含むイラン製の武器がアフガニスタン国内で頻繁に発見されている。
私たちは、疑いなく、革命防衛隊の中核であるコッズ部隊の輸送を、既知のタリバンの仲介者を通じて阻止しました。そのうち3人が殺害された…イラン人は確かに、アフガニスタンが不安定になれば我々の生活がさらに困難になると考えている。私たちはイラン人とそのような関係はありません。だからこそ、私はイランからの兵器の迎撃に特に頭を悩ませているのです。しかし、私たちはそれが武器以上のものであることを知っています。それはお金です。一部の報道によると、イランのキャンプでも訓練を行っているという。—デビッド・ペトレイアス将軍
2012年3月にアフガニスタンの国民参加戦線（NPF）指導者ナジブラ・カブリは、イラン革命防衛隊の幹部3人が自身の暗殺を計画していると非難した。アフガニスタン議会の一部の議員は、イランがイランのいくつかの都市にタリバンの基地を設置していると非難し、「イランはアフガニスタンにおける民族的、言語的、宗派間の緊張を煽ることに直接関与している」と述べた。イラン革命防衛隊がアフガニスタンでテロ攻撃を実行するためにイラン国内のアフガニスタン人を訓練しているとの報告がある。
現在、革命防衛隊はアフガニスタンでのテロ活動のために若者を募集し、グルバディン・ヘクマティアルとタリバングループが率いるヒズビ・イスラム・アフガニスタンの復活を試みている。—サイド・カマル、イラン革命防衛隊の自称エージェントであり、シパー・イ・モハメドのメンバー

### インド
2012年2月にインドの首都ニューデリーでイスラエル外交官が襲撃された事件を受け、当時のデリー警察はイラン革命防衛隊が何らかの関与をしていると主張した。その後、デリー警察の報告により、2月13日に首都で起きた爆弾テロにイラン革命防衛隊の隊員が関与していた証拠が発見された後、2012年7月にこのことが確認された。

### アメリカ
2011年10月11日にオバマ政権は、ゴドス軍 (コッズ部隊)がサウジアラビアのアデル・アル・ジュベイル駐米大使暗殺計画に関与していたというアメリカ政府の主張を明らかにした。この計画には、サウジアラビアにあるイスラエルとワシントンD.C.にあるサウジアラビアの大使館爆破計画も含まれていた。
2022年8月に元米国政府高官のジョン・ボルトンとマイク・ポンペオの暗殺計画が米国連邦検察によって暴露されたが、これは2020年1月のソレイマニ司令官の死に対する報復とみられる。

### 南アメリカ
イランはベネズエラを通じてラテンアメリカでの存在感を高めていると報じられている。この地域における彼らの目的が何であるかはほとんど公に知られていないが、2009年にロバート・ゲイツ国防長官はイランがゴドス軍 (コッズ部隊) を使った「破壊活動」に介入していると非難した。しかし、イランは地域への影響力を広めることで「政権の存続を確保」しているだけだと主張している。
ベネズエラ国会議長のフアン・グアイドは、 2020年1月にゴドス軍のカセム・ソレイマニ司令官とそのクッズ部隊が制裁対象の銀行とその企業をベネズエラに法人化することを許可したとしてニコラス・マドゥロ大統領を非難した。グアイド議長はまた、ソレイマニ司令官が「アブ・マフディ・アル・ムハンディス大統領がヒズボラに対してやったのと同じように、長年にわたり国民に苦痛を与え、中東を不安定化させたイランの犯罪・テロ組織を主導した」と述べた。

## 年表
- 2020年 - イラクのバグダード国際空港で最高司令官ガーセム・ソレイマーニーが殺害される（前述）。
- 2022年 - テヘランでゴドス軍所属の大佐が射殺される[42]。
- 2023年 - シリアの首都ダマスカスから南方10kmのアッ＝サイイダ・ザイナブ（アラビア語版、英語版）でラズィー・ムーサヴィー准将がイスラエル軍の空爆により殺害される[43]。
- 2024年 - ダマスカスの在シリアイラン大使館に併設されている領事部がイスラエル軍の攻撃により爆破され、司令官のモハンマド・レザー・ザーヘディー（ペルシア語版、英語版）准将を含む6名が殺害される[44]。
- 2025年 - イスラエルはイラン国内への攻撃（2025年6月ライジング・ライオン作戦を参照）を通じて、パレスチナ隊を率いていたベテラン司令官、サイード・イザディを殺害したと発表した[45]。